# Dedicazione del Duomo di Milano
La Dedicazione del Duomo di Milano è una solennità celebrata dalla Chiesa cattolica di rito ambrosiano nella terza domenica del mese di ottobre.

## Storia

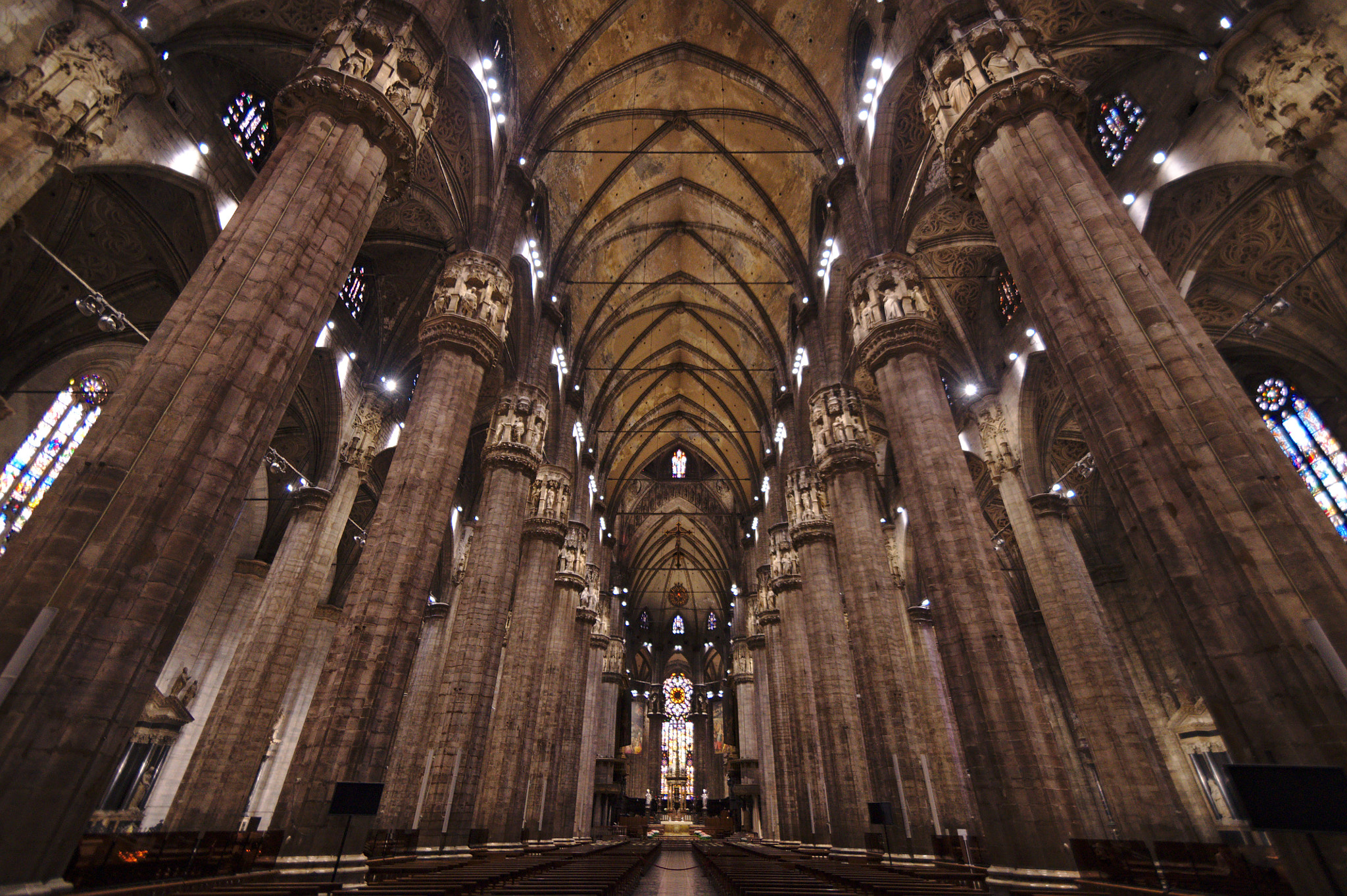
Interno del Duomo di Milano

La solennità e la sua data vennero istituite per commemorare la dedicazione della basilica di Santa Tecla da parte del vescovo di Milano Eusebio, che avvenne nella terza domenica del mese di ottobre dell'anno 453. In particolare, la basilica di Santa Tecla (nomi originari paleocristiani basilica maior o basilica nova) si trovava dove ora sorge il moderno Duomo di Milano. Realizzata nel 350, venne edificata in epoca romana tardoimperiale nel periodo in cui la città romana di Mediolanum (la moderna Milano) era capitale dell'Impero romano d'Occidente (ruolo che ricoprì dal 286 al 402). La basilica di Santa Tecla fu demolita nel 1461 per poter permettere la costruzione del moderno Duomo di Milano. La basilica maior, insieme ai vicini basilica vetus (poi ridenominata cattedrale di Santa Maria Maggiore), battistero di San Giovanni alle Fonti e battistero di Santo Stefano alle Fonti, formava il "complesso episcopale". La presenza di due basiliche molto ravvicinate era infatti comune nel Nord Italia durante l'età costantiniana e si poteva trovare, in particolare, in città sedi vescovili.

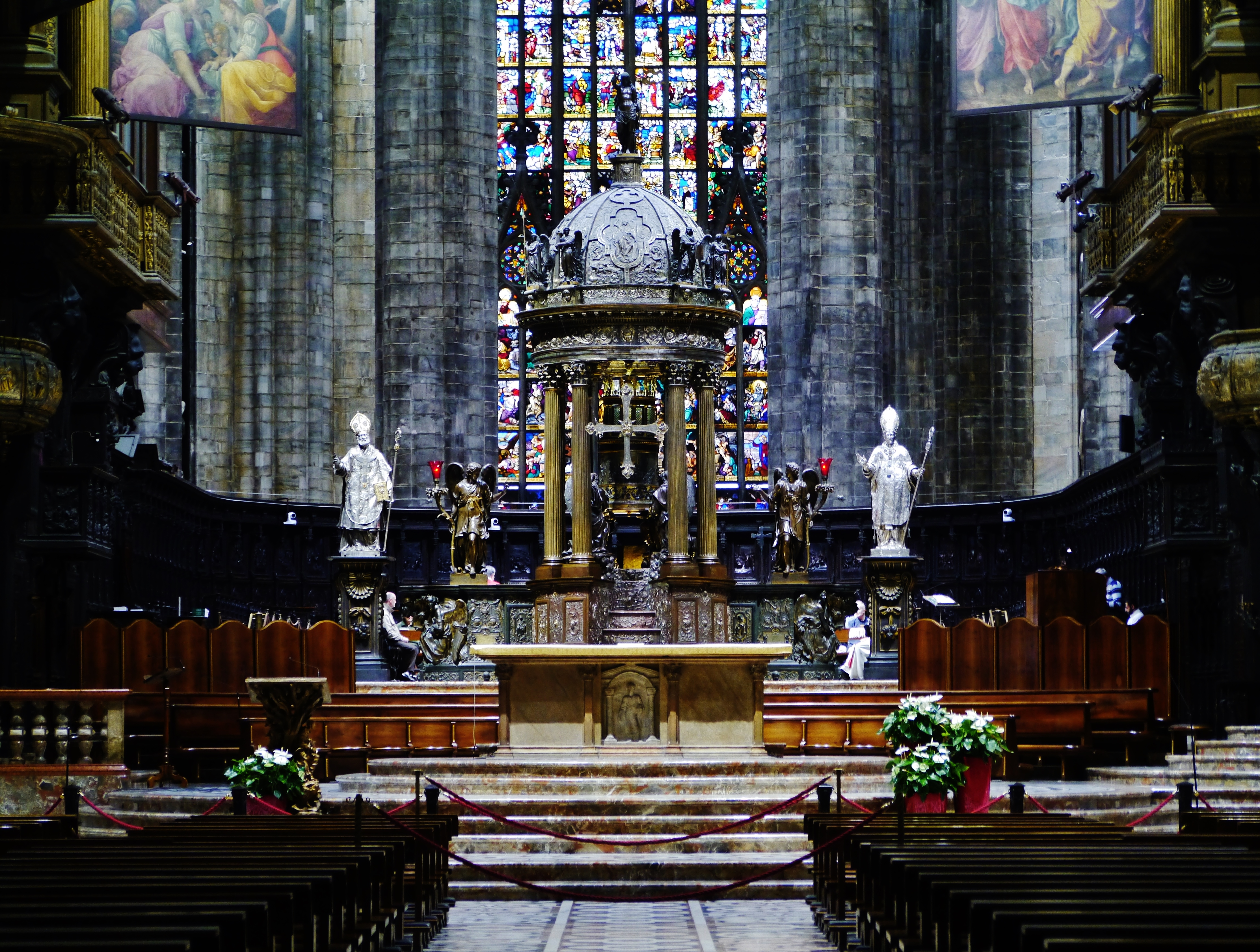
L'altare maggiore del Duomo di Milano

A questo evento ne seguirono altri tre, sempre avvenuti nella terza domenica di ottobre, tutti celebranti la Dedicazione del Duomo di Milano. In particolare, il 16 ottobre 1418 papa Martino V consacrò l'altare maggiore dell'erigendo Duomo di Milano, il 20 ottobre 1577, sempre corrispondente alla terza domenica di ottobre, Carlo Borromeo, arcivescovo di Milano dal 1564 al 1584, consacrò il Duomo di Milano, finalmente completato, e il 19 ottobre 1986, anche in questo ultimo caso terza domenica di ottobre, Carlo Maria Martini, arcivescovo di Milano dal 1979 al 2002, consacrò il nuovo altare maggiore del Duomo di Milano.

## Liturgia
La liturgia della Dedicazione del Duomo di Milano è costituita da quanto segue:
- Lettura
- Salmo
- Epistola
- Vangelo